# کاخ (روستا)
کاخ (به هلندی: Kaag) یک منطقهٔ مسکونی در هلند است که در کاخ ان‌براسم واقع شده‌است. کاخ ۳۲۸ نفر جمعیت دارد.